# 3-Hydroxy-2-methylpentanal
3-Hydroxy-2-methylpentanal (Trivialname Propionaldol) ist eine chemische Verbindung und das Produkt der Aldoladdition des Propionaldehyds. Wie für Aldole üblich kann es in vier verschiedenen diastereomeren Formen vorliegen.

## Gewinnung und Darstellung
3-Hydroxy-2-methylpentanal wurde erstmals 1898 von August Thalberg synthetisiert, indem er Propional mit einer wässrigen Kaliumcarbonat-Lösung ohne Temperaturkontrolle reagieren ließ. Dabei entstand als Nebenprodukt das Aldolkondensations-Produkt 2-Methyl-2-pentenal. Das Hauptprodukt wurde durch eine fraktionierte Destillation isoliert.

## Eigenschaften
3-Hydroxy-2-methylpentanal zersetzt sich beim Erhitzen unter Normaldruck zu 2-Methyl-2-pentenal.